# Aminishiki Ryūji
Aminishiki Ryūji (jap. 安美錦 竜児; * 3. Oktober 1978 in der Präfektur Aomori), eigentlich Suginomori Ryūji (杉野森 竜児), ist ein Sumōringer in der japanischen Makuuchi-Division.

## Sumō-Karriere
Im Jahr 1997 gab Suginomori als Mitglied des Stalles Ajigawa-beya (dieser wurde 2007 in Isegahama-beya umbenannt) sein Debüt im professionellen Sumōsport. Sein erstes Turnier beendete er mit einer perfekten 7-0 Bilanz, verlor jedoch im Anschluss das Playoff um den Turniersieg gegen seinen Stallkameraden Aoba. Kurze Zeit später nahm er den Ringnamen Aminishiki an. In seinem ersten Jahr gewann er 29 Kämpfe (sechs Niederlagen) und durfte aufgrund dieser Leistung bereits im Januar 1998 in der dritthöchsten Division Makushita antreten. Dort kämpfte er ganze zwei Jahre und erreichte dabei in zwölf Turnieren zehn Mal ein Kachi-koshi. Nachdem er im Jahr 1999 fünf Mal hintereinander mit 4-3 abgeschlossen hatte, hatte er den Aufstieg in die Jūryō-Division geschafft. Auch in Jūryō setzte Aminishiki seine Serie an positiven Resultaten fort und stieg nach drei Turnieren in die Makuuchi-Division auf.
Bei seinem Makuuchi-Debüt im Juli 2000 erzielte er eine Bilanz von 10-5 und erhielt dafür auf Anhieb seinen ersten Kantō-shō. Vier Monate später musste er nach einem katastrophalen 1-14 zurück in die Jūryō-Division, schaffte jedoch den direkten Wiederaufstieg. Im März 2002 besiegte Aminishiki zum ersten Mal einen Ōzeki (Musōyama). Am Ende gelang ihm zum wiederholten Mal eine 10-5 Bilanz. Daraufhin wurde er mit dem Ginō-shō (Preis für die beste Technik) ausgezeichnet und außerdem zum Maegashira 1 befördert. Im Januar 2003 erhielt er seinen ersten Kinboshi für einen Sieg über Yokozuna Takanohana (dieser gab am nächsten Tag seinen Rücktritt bekannt). In seiner Karriere sammelte Aminishiki bisher sieben Kinboshi (vier davon für Siege gegen Yokozuna Asashōryū) und hat damit so viele wie kein anderer aktiver Rikishi.
Im Mai 2003 erzielte er mit einem 11-4 sein bestes Resultat in der Makuuchi-Division. Damit teilte er sich zusammen mit Ōzeki Kaiō das Jun-Yusho (zweiter Platz) hinter dem Turniersieger Asashōryū und bekam außerdem bereits zum zweiten Mal den Ginō-shō überreicht. Im September 2006 wiederholten sich die Ereignisse. Aminishiki erhielt nach einem 11-4 (als Maegashira 3) sein zweites Jun-Yusho sowie seinen dritten Technikerpreis. In diesem Turnier konnte er außerdem drei Ōzeki hintereinander bezwingen (Kotoōshū, Kaiō und Hakuhō). Beim darauffolgenden Basho gehörte Aminishiki als Komusubi zum ersten Mal in seiner Karriere zu den San’yaku-Rikishi. Im September 2007 feierte er schließlich sein Debüt im Rang eines Sekiwake und blieb als solcher an den ersten acht Tagen ungeschlagen. Im weiteren Turnierverlauf folgten jedoch noch fünf Niederlagen (10-5). Vom Nagoya Basho 2007 bis zum Hatsu Basho 2008 hielt er sich vier Turniere in Folge in den San'yaku-Rängen, was diesbezüglich seine längste Serie darstellt.
Im März 2008 zog er sich im Kampf gegen Yokozuna Asashōryū eine Verletzung am rechten Knie zu. Seitdem trägt er an dieser Stelle eine Bandage. Das Hatsu Basho 2009 musste er aufgrund der erneut aufgetretenen Knieverletzung vorzeitig beenden. Auch im Juli 2010 war Aminishiki aus demselben Grund gezwungen, das Turnier schon nach zwölf Tagen abzubrechen. Von 2006 bis 2010 wurde er jedes Jahr mit mindestens einem Sanshō ausgezeichnet. Seinen elften und bisher letzten Sanshō gewann er im September 2014 im Alter von 35 Jahren. Beim Haru Basho 2015 erreichte er bereits am neunten Tag sein Kachi-koshi, musste jedoch nach zehn Tagen wegen zu großer Kniebeschwerden aufgeben. Nach zwei 6-9 Bilanzen in Folge gelang ihm beim letzten Turnier wieder ein positives Resultat.
Aminishiki kämpft seit über zehn Jahren ununterbrochen in der Makuuchi-Division.

## Kampfstatistik
| Jahr | Hatsu (Januar)         | Haru (März)             | Natsu (Mai)              | Nagoya (Juli)            | Aki (September)          | Kyushu (November)      |
| ---- | ---------------------- | ----------------------- | ------------------------ | ------------------------ | ------------------------ | ---------------------- |
| 1997 | Maezumo                | Jonokuchi 42 West 7-0 D | Jonidan 46 Ost 6-1       | Sandanme 84 Ost 6-1      | Sandanme 31 Ost 5-2      | Sandanme 3 West 5-2    |
| 1998 | Makushita 40 West 4-3  | Makushita 29 Ost 6-1    | Makushita 12 Ost 4-3     | Makushita 9 West 2-5     | Makushita 24 Ost 3-4     | Makushita 32 Ost 5-2   |
| 1999 | Makushita 17 West 5-2  | Makushita 11 Ost 4-3    | Makushita 8 West 4-3     | Makushita 5 Ost 4-3      | Makushita 2 West 4-3     | Makushita 1 West 4-3   |
| 2000 | Juryo 13 West 8-7      | Juryo 8 Ost 9-6         | Juryo 2 West 8-7         | Maegashira 13 W 10-5     | Maegashira 9 West 7-8    | Maegashira 10 W 1-14   |
| 2001 | Juryo 6 Ost 9-6        | Maegashira 15 Ost 8-7   | Maegashira 10 W 7-8      | Maegashira 12 W 7-8      | Maegashira 13 W 7-8      | Maegashira 14 W 8-7    |
| 2002 | Maegashira 10 Ost 9-6  | Maegashira 6 Ost 10-5   | Maegashira 1 Ost 5-10    | Maegashira 5 Ost 6-9     | Maegashira 7 West 7-8    | Maegashira 8 West 9-6  |
| 2003 | Maegashira 4 Ost 4-11  | Maegashira 9 Ost 8-7    | Maegashira 7 West 11-4 J | Maegashira 1 West 2-12-1 | Maegashira 9 West 10-5   | Maegashira 3 Ost 5-10  |
| 2004 | Maegashira 8 Ost 9-6   | Maegashira 4 Ost 3-12   | Maegashira 11 Ost 8-7    | Maegashira 9 Ost 4-8-3   | Maegashira 16 Ost 6-9    | Juryo 2 Ost 9-6        |
| 2005 | Maegashira 16 W 7-8    | Maegashira 17 W 9-6     | Maegashira 11 Ost 8-7    | Maegashira 9 West 9-6    | Maegashira 5 West 7-8    | Maegashira 6 Ost 7-8   |
| 2006 | Maegashira 7 Ost 9-6   | Maegashira 3 Ost 7-8    | Maegashira 3 West 5-10   | Maegashira 7 West 8-7    | Maegashira 3 West 11-4 J | Komusubi 2 Ost 6-9     |
| 2007 | Maegashira 2 West 4-11 | Maegashira 9 Ost 9-6    | Maegashira 4 Ost 9-6     | Komusubi 1 West 8-7      | Sekiwake 1 Ost 10-5      | Sekiwake 1 Ost 8-7     |
| 2008 | Sekiwake 1 Ost 5-10    | Maegashira 2 Ost 6-9    | Maegashira 4 West 10-5   | Maegashira 1 Ost 6-9     | Maegashira 4 Ost 8-7     | Komusubi 1 West 8-7    |
| 2009 | Sekiwake 1 West 3-6-6  | Maegashira 5 West 9-6   | Maegashira 1 West 5-10   | Maegashira 5 Ost 11-4    | Komusubi 1 West 7-8      | Maegashira 1 West 5-10 |
| 2010 | Maegashira 6 West 11-4 | Komusubi 1 West 8-7     | Sekiwake 1 West 5-10     | Maegashira 2 West 6-7-2  | Maegashira 4 West 8-7    | Maegashira 2 Ost 8-7   |
| 2011 | Maegashira 1 West 6-9  | abgesagt                | Maegashira 3 West 7-8    | Maegashira 3 West 2-13   | Maegashira 12 Ost 10-5   | Maegashira 6 Ost 9-6   |
| 2012 | Maegashira 1 West 9-6  | Sekiwake 1 West 7-8     | Komusubi 1 West 7-8      | Maegashira 1 West 6-9    | Maegashira 4 Ost 10-5    | Komusubi 1 Ost 7-8     |
| 2013 | Maegashira 1 Ost 9-6   | Komusubi 1 West 7-8     | Maegashira 1 West 6-9    | Maegashira 3 West 6-9    | Maegashira 5 West 9-6    | Maegashira 1 West 6-9  |
| 2014 | Maegashira 4 Ost 6-9   | Maegashira 6 Ost 8-7    | Maegashira 3 Ost 10-5    | Komusubi 1 Ost 3-12      | Maegashira 6 Ost 10-5    | Maegashira 1 West 6-9  |
| 2015 | Maegashira 3 West 6-9  | Maegashira 6 Ost 8-3-4  | Maegashira 2 West 6-9    | Maegashira 4 Ost 6-9     | Maegashira 6 Ost 8-7     |                        |

## Kurioses
Aminishiki erhielt in seiner Karriere 11 Sanshō. Kein anderer aktiver Rikishi gewann mehr.
Aminishiki erhielt zudem 7 Kinboshi, was ebenfalls einen Rekord unter den aktiven Ringern darstellt.
Aminishikis Bruder Asōfuji war auch Sumōringer. Sein höchster Rang war Maegashira 13. Er trat 2011 zurück.